# Professeur Bell
Pour les articles homonymes, voir Bell.
Professeur Bell est une série de bande dessinée fantastique basée sur le personnage du docteur Joseph Bell, qui avait servi d'inspiration à Arthur Conan Doyle pour son personnage de Sherlock Holmes.
Créée en 1999 par Joann Sfar et la coloriste Brigitte Findakly pour les éditions Delcourt, elle compte cinq albums publiés jusqu'en 2007. Hervé Tanquerelle remplace Sfar au dessin à partir du troisième volume et Walter aux couleurs à partir du quatrième volume.
La série a été publiée en allemand par avant-verlag.

## Albums
- Delcourt, coll. « Machination » :

1. Le Mexicain à deux têtes, 1999  (ISBN 2-84055-257-4)[1],[2].
2. Les Poupées de Jérusalem, 2000  (ISBN 2-84055-432-1)[3].
3. Le Cargo du roi singe, 2002  (ISBN 2-84055-752-5).
4. Promenade des Anglaises, 2003  (ISBN 2-84789-187-0)[4].
5. L'Irlande à bicyclette, 2006  (ISBN 2-7560-0013-2).